# Hamerstuk (vergadering)

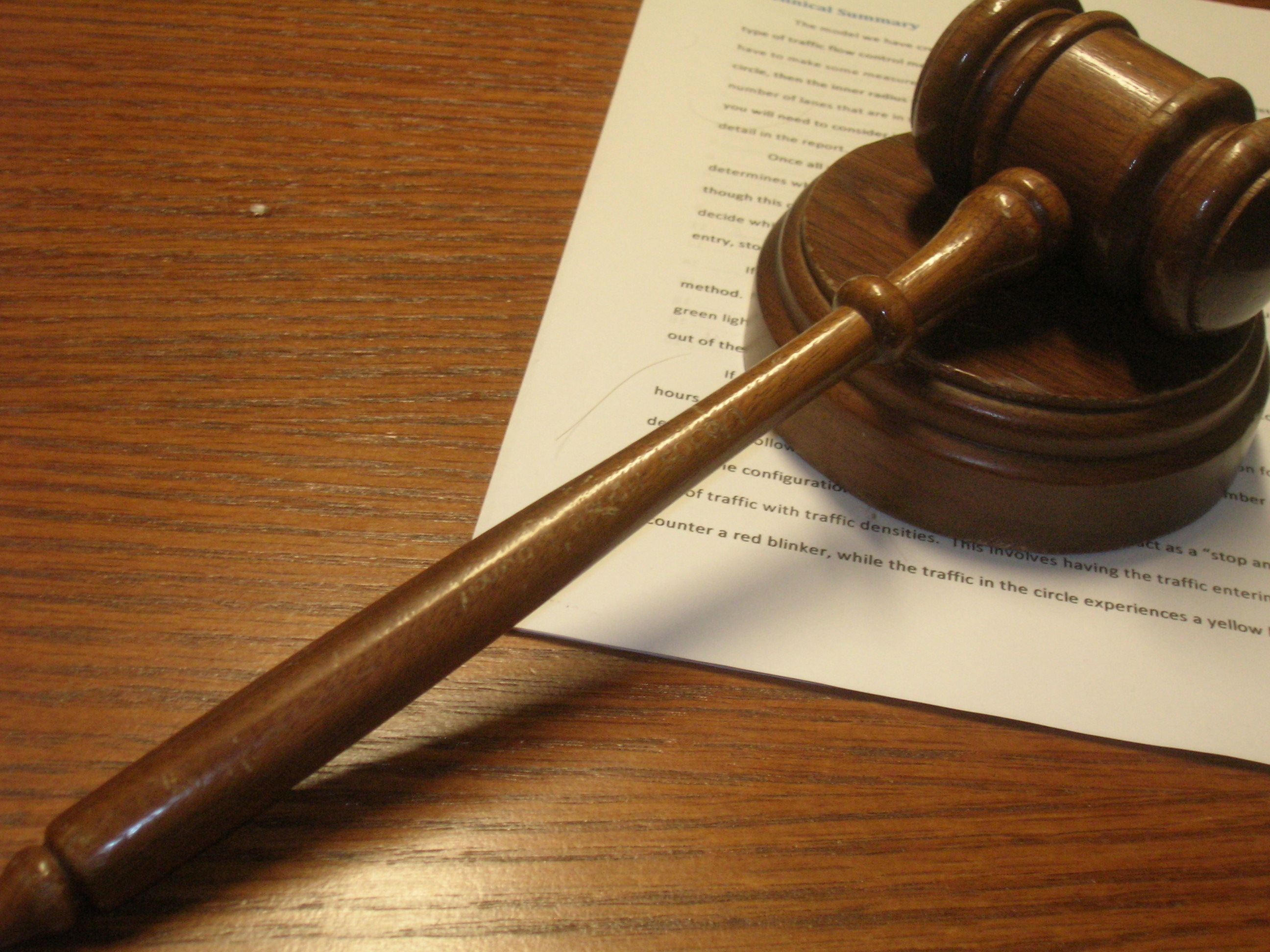
Voorzittershamer

Een hamerstuk is een te behandelen vergaderstuk, waarvan voorgesteld wordt (of vastgesteld is) dat het zonder discussie of stemming goedgekeurd kan worden. De voorzitter kan het dan "afhameren". Deze term verwijst naar een afhandeling waarbij ceremonieel met de voorzittershamer op tafel geslagen wordt, met woorden zoals: "Punt nummer ... van de agenda betreft het voorstel om ... Wenst iemand het woord of stemming? Zo niet dan is conform besloten." (tik), of informeler: (tik) "Hierbij is het stuk aangenomen" In informele vergaderingen wordt het ceremonieel vaak achterwege gelaten. Als tegenstelling tot hamerstuk wordt wel de term bespreekstuk gehanteerd.

## Nederland
In het Nederlands parlement is een hamerstuk een wetsvoorstel waarover geen enkel parlementslid het woord wil voeren en dat zonder stemming door de Kamer wordt aanvaard. In de ministerraad bepaalt de secretaris van de raad of stukken al dan niet als hamerstuk behandeld dienen te worden.
In Nederland worden wetsvoorstellen gewoonlijk besproken in een van de vaste Kamercommissies voordat het voorstel in de Kamer als geheel wordt behandeld. In die commissievergaderingen worden vragen en opmerkingen gemaakt die aan de indiener van het wetsvoorstel worden voorgelegd. Na de laatste commissievergadering over het voorstel wordt een eindverslag opgemaakt, dat naar de Kamer wordt gestuurd. Het is in Nederland praktijk, om wetsvoorstellen waarover alleen een blanco eindverslag is uitgebracht, bijna altijd als hamerstuk af te handelen. Het handelt dan over niet-controversiële voorstellen of over wijzigingen van alleen wetstechnische aard.